# Агнея
Агнея (санскр. आग्नेयी, «Дочь Агни») — индийская богиня, упоминаемая в Хариванше и Вишну-пуране как жена Уру (потомка Ангираса) и мать царей Анги, Суманаса, Кьяати, Крату и Шиби (Хариванша включает ещё одного сына, Гайю). Её отец Агни — бог огня, почитаемый на всем индийском субконтиненте, начиная с ведийских времён и до наших дней.

## Этимология
Слово «Агнея» является своего рода отчеством, образованном от имени Агни, что значит «огонь». Оно также использовалось как название одной из пуран. Конструкция женского рода Āgneyī используется только как существительное.

## Роль божества
Агнея известна в древней ведийской литературе как Агнеа, где она определяется как божественная и могущественная богиня. Считается, что её мать была супругой Агни, и известна как Сваха и Агнайя (что означает «Жена Агни»). Также предполагается, что мужской эпитет «Агнея», используемый для обозначения юго-восточного направления света, может относиться к богине Агнея. Также она связана с астрой.